# La Bloutière
La Bloutière és un municipi francès situat al departament de la Manche i a la regió de Normandia. L'any 2007 tenia 396 habitants.

## Demografia

### Població
El 2007 la població de fet de La Bloutière era de 396 persones. Hi havia 172 famílies de les quals 44 eren unipersonals (16 homes vivint sols i 28 dones vivint soles), 72 parelles sense fills, 48 parelles amb fills i 8 famílies monoparentals amb fills.
La població ha evolucionat segons el següent gràfic:
Habitants censats

### Habitatges
El 2007 hi havia 202 habitatges, 171 eren l'habitatge principal de la família, 17 eren segones residències i 14 estaven desocupats. 199 eren cases i 1 era un apartament. Dels 171 habitatges principals, 127 estaven ocupats pels seus propietaris, 42 estaven llogats i ocupats pels llogaters i 2 estaven cedits a títol gratuït; 7 tenien dues cambres, 22 en tenien tres, 51 en tenien quatre i 91 en tenien cinc o més. 147 habitatges disposaven pel capbaix d'una plaça de pàrquing. A 80 habitatges hi havia un automòbil i a 80 n'hi havia dos o més.

### Piràmide de població
La piràmide de població per edats i sexe el 2009 era:
| Homes | Edats   | Dones |
| ----- | ------- | ----- |
| 0     | 95 o +  | 0     |
| 0     | 90 a 94 | 0     |
| 0     | 85 a 89 | 0     |
| 0     | 80 a 84 | 4     |
| 4     | 75 a 79 | 8     |
| 20    | 70 a 74 | 12    |
| 8     | 65 a 69 | 12    |
| 20    | 60 a 64 | 24    |
| 4     | 55 a 59 | 4     |
| 20    | 50 a 54 | 16    |
| 20    | 45 a 49 | 28    |
| 8     | 40 a 44 | 16    |
| 24    | 35 a 39 | 8     |
| 16    | 30 a 34 | 12    |
| 8     | 25 a 29 | 8     |
| 12    | 20 a 24 | 12    |
| 12    | 15 a 19 | 20    |
| 16    | 10 a 14 | 12    |
| 4     | 5 a 9   | 20    |
| 4     | 0 a 4   | 8     |

## Economia
El 2007 la població en edat de treballar era de 260 persones, 190 eren actives i 70 eren inactives. De les 190 persones actives 180 estaven ocupades (91 homes i 89 dones) i 10 estaven aturades (4 homes i 6 dones). De les 70 persones inactives 37 estaven jubilades, 19 estaven estudiant i 14 estaven classificades com a «altres inactius».

### Ingressos
El 2009 a La Bloutière hi havia 171 unitats fiscals que integraven 398 persones, la mediana anual d'ingressos fiscals per persona era de 16.684 €.

### Activitats econòmiques
Dels 8 establiments que hi havia el 2007, 2 eren d'empreses de construcció, 1 d'una empresa de comerç i reparació d'automòbils, 1 d'una empresa de transport, 1 d'una empresa immobiliària, 2 d'empreses de serveis i 1 d'una empresa classificada com a «altres activitats de serveis».
Dels 3 establiments de servei als particulars que hi havia el 2009, 1 era un guixaire pintor, 1 fusteria i 1 perruqueria.
L'any 2000 a La Bloutière hi havia 51 explotacions agrícoles que ocupaven un total de 616 hectàrees.

## Equipaments sanitaris i escolars
El 2009 hi havia una escola elemental integrada dins d'un grup escolar amb les comunes properes formant una escola dispersa.

## Poblacions més properes
El següent diagrama mostra les poblacions més properes.